# Euphorbia limpopoana
Euphorbia limpopoana är en törelväxtart som beskrevs av Leslie Larry Charles Leach och Susan Carter. Euphorbia limpopoana ingår i släktet törlar, och familjen törelväxter. Inga underarter finns listade i Catalogue of Life.